# پرسش‌نامه اضطراب بک
پرسش‌نامه اضطراب بک (به انگلیسی: BAI - Beck Anxiety Inventory)  یک پرسش‌نامه خودگزارشی است که برای اندازه‌گیری شدت اضطراب در نوجوانان و بزرگسالان تهیه شده‌است. این پرسش‌نامه یک مقیاس ۲۱ ماده‌ای است که آزمودنی در هر ماده یکی از چهار گزینه که نشان‌دهنده شدت اضطراب است را انتخاب می‌کند.

## پیدایش
از آنجا که ارزیابی علایم اضطراب در تشخیص و درمان مشکلات روانی از اهمیت زیادی برخوردار است، تاکنون مقیاس‌های زیادی با توجه به دیدگاه‌های گوناگون برای آن پدید آمده‌است. مثل
کاستلو،
اندلر،
زونگ.
بررسی این مقیاس‌ها نشان می‌دهد که احتمالاً مشکلاتی در مفهوم‌ساری نظری و ویژگی‌های روش شناختی آن‌ها وجود دارد. (دابسون، ۱۹۸۵). با توجه به این مشکلات، آرون تمکین بک و همکارانش در ۱۹۹۰ پرسشنامه اضطراب بک، BAI، را معرفی کردند که به‌طور اختصاصی شدت علایم اضطراب بالینی را در افراد می‌سنجد.

## اعتبار و روایی
این پرسش‌نامه از پایایی بالایی برخوردار است. ضریب همسانی درونی آن (ضریب آلفا) ۰٫۹۲، پایایی آن با روش بازآزمایی به فاصله یک هفته ۰٫۷۵ و همبستگی ماده‌های آن از ۰٫۳۰ تا ۰٫۷۶ متغیر است.

پنج نوع روایی محتوا، همزمان، سازه، تشخیصی و عاملی برای این آزمون سنجیده شده‌است که همگی نشان‌دهنده کارایی بالای این ابزار در اندازه‌گیری شدت اضطراب می‌باشد.

## نمره‌گذاری و تفسیر نمرات
این پرسش‌نامه یک مقیاس ۲۱ ماده‌ای است که آزمودنی در هر ماده یکی از چهار گزینه که نشان‌دهنده شدت اضطراب است را انتخاب می‌کند. چهار گزینه هر سؤال در یک طیف چهار بخشی از ۰ تا ۳ نمره‌گذاری می‌شود.

هر یک از ماده‌های آزمون یکی از علایم شایع اضطراب (علایم ذهنی، بدنی و هراس) را توصیف می‌کند.

بنابراین نمره کل این پرسش‌نامه در دامنه‌ای از ۰ تا ۶۳ قرار می‌گیرد.

### تعیین درجه اضطراب
| درجه اضطراب      | نمرات |
| ---------------- | ----- |
| هیچ یا کمترین حد | ۰–۷   |
| خفیف             | ۸–۱۵  |
| متوسط            | ۱۶–۲۵ |
| شدید             | ۲۶–۶۳ |